# Chavannes-les-Grands
Chavannes-les-Grands – miejscowość i gmina we Francji, w regionie Burgundia-Franche-Comté, w departamencie Territoire de Belfort.
Według danych na rok 1990 gminę zamieszkiwało 305 osób, a gęstość zaludnienia wynosiła 44 osoby/km² (wśród 1786 gmin Franche-Comté Chavannes-les-Grands plasuje się na 450. miejscu pod względem liczby ludności, natomiast pod względem powierzchni na miejscu 645.).